# Waldburg-Scheer

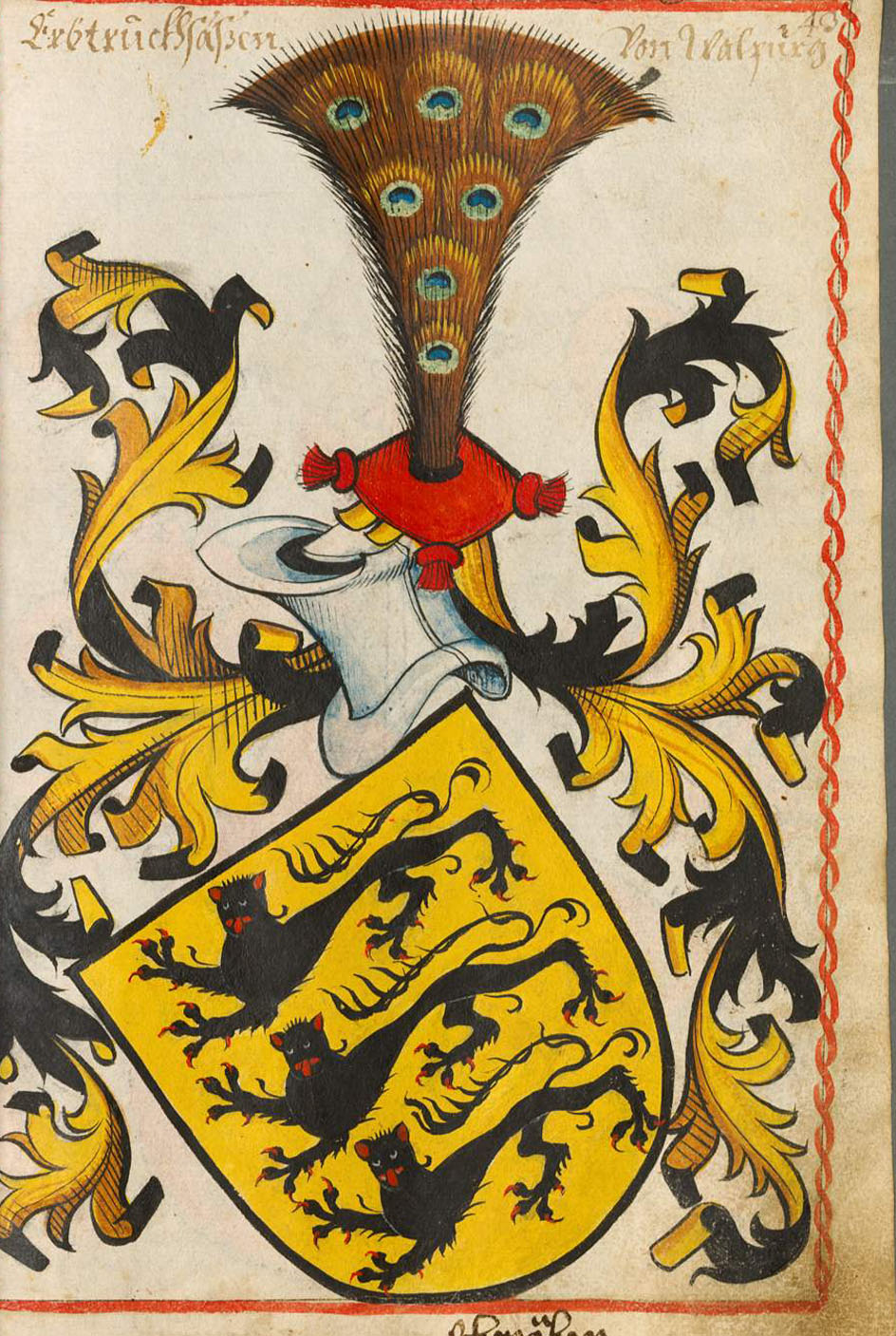
Wappen der Waldburg aus dem Scheiblerschen Wappenbuch von 1450 bis 1480

Waldburg-Scheer war eine Linie des hochadeligen schwäbischen Adelsgeschlechts derer von Waldburg.

## Die Waldburger als Scheerer Regenten
Die Truchsessen von Waldburg teilten sich 1429 in drei Linien auf, die Eberhardische (Sonnenberger), die Jakobische (Trauchburger) und die Georgische (Zeiler) Linie.
Herzog Sigismund von Tirol verkaufte an den Truchsessen Eberhard 1452 seine Grafschaft und Herrlichkeit zu Friedberg samt Schloss Scheer und Stadt Scheer und was dazugehörte, nämlich dazu auch die Vogtei zu Bussen und zu Dürmentingen, (die vorher schon dem Eberhard eigen war) um 32.000 Gulden auf ein „ewiges und beständiges“. 1463 kam die heute im österreichischen Vorarlberg gelegene Grafschaft Sonnenberg hinzu. Die Waldburger Truchsessen, Regenten der Grafschaft Friedberg-Scheer, waren bis 1786 in deren Besitz, also 334 Jahre.

## Die Eberhardische Linie des Hauses Waldburg in Friedberg und Scheer

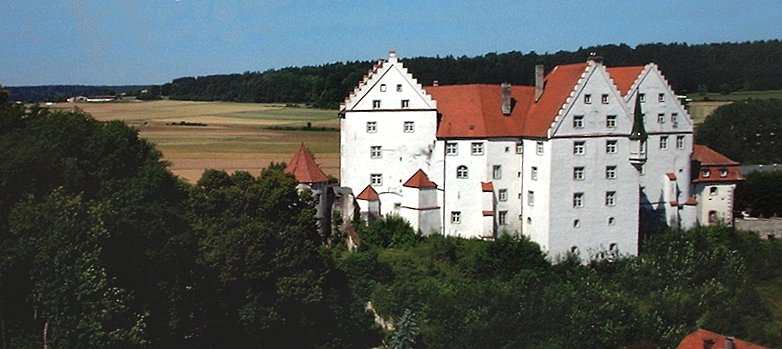
Schloss Scheer

Graf Eberhard I. starb 1477. Seine Frau war Kunigunde, Tochter des Grafen Wilhelm von Montfort. Aus der Ehe gingen vier Söhne hervor: Otto, Eberhard, Johannes und Andreas. Schon zu seiner Lebzeiten hatte Eberhard I. 1475 die Grafschaft Friedberg-Scheer seinem Sohn Andreas übergeben. Eberhard II. erhielt die Waldburg, Johannes erhielt Wolfegg und Otto wurde Bischof von Konstanz und erhielt seine Ansprüche in Geld. 1483 starb Eberhard II. kinderlos.
1493 hat Graf Andreas von Sonnenberg seine Güter erheblich vermehrt. Er erhielt die Hinterlassenschaft seines verstorbenen Bruders Eberhard II., die Herrschaft Bussen samt Munderkingen, Nusplingen und die Burg Kallenberg. Von 1486 bis 1509 baute Graf Andreas das Schloss Scheer und die Kirche um. Er nahm Wohnung in Scheer. Durch den 1510 erfolgten Tod des Truchsessen Johannes des Älteren war Graf Andreas zum Senior des Gesamthauses Waldburg geworden. Am 10. Mai 1511 wurde Graf Andreas nach Streitigkeiten mit Graf Felix von Werdenberg-Sigmaringen (Montfort) im Herbertinger Ried nach einem Jagdausflug ermordet. Mit seinem Tod erlosch die Eberhardische Linie der Waldburger. Seine einzige Tochter Sybilla war mit Wilhelm Truchsess zu Waldburg-Trauchburg, einem Nachkommen der Jakobischen Linie, vermählt.

## Die ältere Jakobische Linie des Hauses Waldburg in Friedberg und Scheer
Truchsess Christoph aus der Jakobischen Linie des Hauses Waldburg, Graf in Friedberg und Scheer, starb 1612. Seine Regierung wird als die „Harte“ geschildert. Dessen Sohn Reichstruchsess Wilhelm Heinrich übernahm das Erbe und regierte bis 1652, seit 1628 als Reichsgraf. Er baute in dieser Zeit die Loretto-Kapelle. Von 1652 bis 1672 regierte Graf Christoph Karl und von 1672 bis 1678 Graf Franz Eusebius. 1678 gelangte Maximilian Wunibald zur Regierung. Es war der Sohn des 1663 verstorbenen Grafen Otto, welcher wiederum ein Sohn des Reichsgrafen Wilhelm Heinrich war. Graf Maximilian Wunibald verstarb 1717.

## Die jüngere Jakobische Linie des Hauses Waldburg in Friedberg und Scheer
Dem 1717 verstorbenen Grafen Maximilian Wunibald folgte Graf Joseph Wilhelm Eusebius von der Trauchburger Linie. Er ließ die gotische Kirche barockisieren und starb 1756. Sein einziger Sohn Graf Leopold August starb kinderlos 1764. Er war der letzte der drei Linien in Scheer. Die Witwe von Graf Leopold August, Gräfin Anna Maria Monica, die als letzte fürstliche Bewohnerin im Schloss Scheer verblieb, starb am 17. Juni 1775. Die Inflation und die Währungsreform fraß das restliche Vermögen auf.

## Scheerer Rezess vom 23. Oktober 1764
Nach dem am 1. Oktober 1764 erfolgten kinderlosen Ableben des Reichs-Erbtruchsessen und Grafen Leopold-August zu Friedberg und Trauchburg, Freiherr auf Waldburg, Herr zu Scheer, Dürmentingen, zu Bussen und Kissleg, waren seine nächsten legitimen Nachkommen (Agnaten):
- Franz-Karl, Fürst und Bischof zu Chiemsee, Graf zu Trauchburg
  - Franz-Ernst, Graf zu Wurzach
    - Joseph-Franz, Graf zu Wolfegg
      - Gebhard-Xaver, Graf zu Waldsee

Durch den Vertrag von 22. Oktober 1785 verkaufen die Grafen von Waldburg die ganze Grafschaft Friedberg-Scheer mit den Herrschaften Dürmentingen und Bussen an den Fürsten  Karl Anselm von Thurn und Taxis für die Summen von 2.100.000,- Gulden, während der jährliche Ertrag nur zu 26.000,- Gulden berechnet gewesen sein soll. 1786 wurde der Kauf vom Kaiser genehmigt. Fürst Karl Anselm von Thurn und Taxis wurde durch den Kauf reichsgefürstet und erhielt Sitz und Stimme im Reichstag. Im Jahre 1805 fielen im Zusammenhang mit Reichsdeputationshauptschluss und Rheinbundakte die Hoheitsrechte an das Königreich Württemberg.
Zu den zur Grafschaft Friedberg-Scheer zusammengefassten Gebieten zählten:
- Grafschaft Friedberg: Friedberg, Beizkofen, Bolstern, Bremen (teilweise), Eichen, Enzkofen, Fulgenstadt, Günzkofen, Haid, Herbertingen, Hohentengen, Jettkofen, Lampertsweiler, Mieterkingen, Ölkofen, Ursendorf, Völlkofen, Wolfartsweiler;
- Herrschaft Scheer: Scheer, Blochingen, Ennetach, Bremen (teilweise).

## Liste der Grafen von Waldburg-Scheer
Eberhardische Linie
- 1423–1479 Eberhard I.
- 1479–1483 Eberhard II.
- 1483–1510 Johann
- 1510–1511 Andreas

Ältere Jakobische Linie
- 1511–1557 Wilhelm der Ältere von Waldburg-Trauchburg
- 1557–1566 Wilhelm der Jüngere von Waldburg-Trauchburg
- 1566–1612 Christoph von Waldburg-Friedberg-Scheer
- 1612–1652 Wilhelm Heinrich
- 1652–1672 Christoph Karl
- 1672–1678 Franz Eusebius
- 1678–1717 Maximilian Wunibald

Jüngere Jakobische Linie
- 1717–1756 Joseph Wilhelm Eusebius
- 1756–1764 Leopold Augustus